# Ewiger Strom
Ewiger Strom ist ein 1919 entstandener deutscher Stummfilm in Form eines mystischen Dramas. Unter der Regie von Johannes Guter spielen Werner Krauß und Guter-Ehefrau Marija Leiko die Hauptrollen.

## Handlung
Ein einäugiger Fährmann findet ein von seiner Mutter in seinem Kahn ausgesetztes Baby. Das Boot schwankt, und das Kleinkind geht über Bord. Obwohl es in den Fluss fällt, sieht sich der Fährmann nicht dazu veranlasst, es zu retten. Doch die kleine Marija kommt nicht ums Leben, denn der Flussgott hat ein Einsehen, rettet sie und zieht Marija in seiner Unterwasserwelt auf. Nach zwanzig Jahren taucht die zur jungen Frau Gereifte, hungrig nach dem Leben über Wasser, aus den Fluten wieder auf. Sie tritt ausgerechnet an derjenigen Stelle an die Wasseroberfläche, wo sie der Fährmann einst entgleiten ließ. Doch diesmal zieht der Einäugige sie aus dem Fluss heraus. Das schlechte Gewissen hat ihn seit jenem Ereignis vor 20 Jahren schwer geplagt, und Marija macht dem Fährmann fortan das Leben zur Hölle. Schließlich verlässt sie ihn, um anderenorts das Leben in vollen Zügen zu genießen.
Marijas erster Liebhaber ist der Ingenieur Jan Brunn, doch der trennt sich bald von ihr. Dann kommt es zu einer Wiederbegegnung Marijas mit dem Fährmann. Bei einem schweren Gewittersturm soll er sie über den Fluss setzen. Doch diesmal fällt er über Bord und versinkt in den Fluten, offenbar ertrunken. Es ist dieselbe Stelle, an der einst Marija als Baby unterging. Doch auch diesmal scheint der Flussgott eingegriffen zu haben, denn der Fährmann taucht fortan in unterschiedlichen Gestalten in Marijas Leben auf. Seine Erscheinungen sind wie ein dämonischer Fluch, denn fortan bringt Marija nur noch Unheil über all diejenigen Männer, die ihr Leben kreuzen. Als sie Jan Brunn wiedersieht, der ihr jetzt seine Liebe zu geben bereit ist. nimmt sich Marija das Leben, um ihn nicht auch noch dem Verderben des Einäugigen anheimfallen zu lassen.

## Produktionsnotizen
Ewiger Strom, Untertitel: „Die Auferstehung eines Herzens“, entstand 1919 und wurde am 9. April 1920 in Berlins Marmorhaus uraufgeführt. Die Filmzensur erfolgte erst später, am 22. Juli 1920. Der Sechsakter mit einer Länge von 1987 bzw. 1992 Meter wurde mit Jugendverbot belegt.
Die Filmbauten entwarf Robert Neppach, die künstlerische Oberleitung hatte Hanns Kobe.